# Гагаузія
Ґаґаузія (Ґаґау́з Єрі́, гаг. Gagauz Yeri, рум. Găgăuzia, рос. Гагаузия) — автономне територіальне утворення на півдні Молдови. Створено з населених пунктів, де понад 50 % мешканців складають гагаузи, а також з тих, де більшість мешканців за результатами референдуму добровільно погодилися увійти до автономії.

## Історія

### Новий час
6 січня 1906 року під час Першої російської революції була проголошена Комратська республіка, яка проіснувала лише кілька днів.

### Республіканська доба
Протягом радянської окупації Басарабії, гагаузи не мали жодної автономії в складі Молдавської РСР. І лише на хвилі Перебудови у березні 1988 року виникає дискусійний клуб інтелігенції «Гагауз халки», який очолив Дмитро Савастин. 21 травня 1989 року відбувається перший з'їзд представників гагаузького народу.
На ньому чотири гагаузькі рухи, а саме: «Гагауз халки», «Бірлік», «Ватан» та «Міллет санжиси» — об'єднуються в єдиний громадський рух під спільною назвою «Гагауз халки» (що в перекладі з гагаузької означає «гагаузький народ»). Коли 18 липня 1989 року в Москві розпочав роботу перший З'їзд народних депутатів СРСР, гагаузів представляло 2 депутати: Степан Гроздів та Михайло Пашали. Та жодному з них так і не надається слово. Тільки останнього дня з'їзду депутати від Камчатки, а потім і від Білорусі виступають із трибуни щодо автономії гагаузів. Група підтримки вважала це перемогою.
Президія Верховної Ради Молдавської РСР 7 серпня 1989 року створює спеціальну комісію з вивчення запитів народних депутатів СРСР та звернень гагаузів щодо доцільності та потреби у створенні автономії гагаузів. 19 серпня 1990 року відбувається перший з'їзд депутатів усіх рівнів із п'яти районів півдня Молдови, на якому й була проголошена Гагаузька Автономна Радянська Соціалістична Республіка, згодом відома як просто Республіка Гагаузія або гагаузькою «Гагауз Єрі». 25 жовтня 1990 року відбулися перші вибори до Верховної Ради Республіки Гагаузія. Молдовське керівництво не влаштовує взятий Гагауз Єрі шлях на незалежність, тож відбувається похід до Комрату молдовських націоналістів-добровольців на чолі з тодішнім прем'єр-міністром Молдови Мірчею Друком задля недопущення відокремлення Гагаузії від Молдови, відомий під назвою похід на Гагаузію. 26 жовтня в Комрат спрямовуються радянські війська Болградської дивізії, а 30 грудня і радянські спецназівці, задля мирного врегулювання молдовани вимушені поступитися. 1 грудня 1990 року відбуваються загальні вибори президента невизнаної Республіки Гагаузія. Ним став Степан Михайлович Топал, Верховну Раду РГ очолив Михайло Васильович Кендігелян.

### Автономія
У березні 1994 року створено спільну комісію Верховної Ради РГ та парламенту Республіки Молдова, що працювала над випрацюванням закону про особливий статус Гагаузії. Комісію очолювали Петро Бузаджи та Йон Унгуряну. У червні це питання обговорювалось керівниками РҐ Степаном Топалем та Михайлом Кендігеляном із президентом Республіки Молдова Мірчею Снегуром та головою парламенту Петром Лучинським. Після чого проєкт закону про автономію надійшов у Парламент Молдови до затвердження. У 1994 р. на референдумі населення Гагаузії відмовилося від незалежності на користь автономії.[джерело?] 23 грудня 1994 року парламент Молдови прийняв Закон про особливий правовий статус Гагаузії (Гагауз-Єрі), що наділив регіон з компактним мешканням гагаузів правами автономії у складі Республіки Молдова.
Останніми роками значну допомогу Гагаузії надає Туреччина. За рахунок коштів, що надійшли з Туреччини, була побудована система водопостачання, що дозволила значною мірою зняти проблему забезпечення якісною водою мешканців населених пунктів всього півдня Молдови. Також був відкритий Гагаузько-турецький ліцей в Чадир-Лунзі, випускники якого, надалі, мають можливість продовжувати навчання в найкращих турецьких університетах.

## Устрій

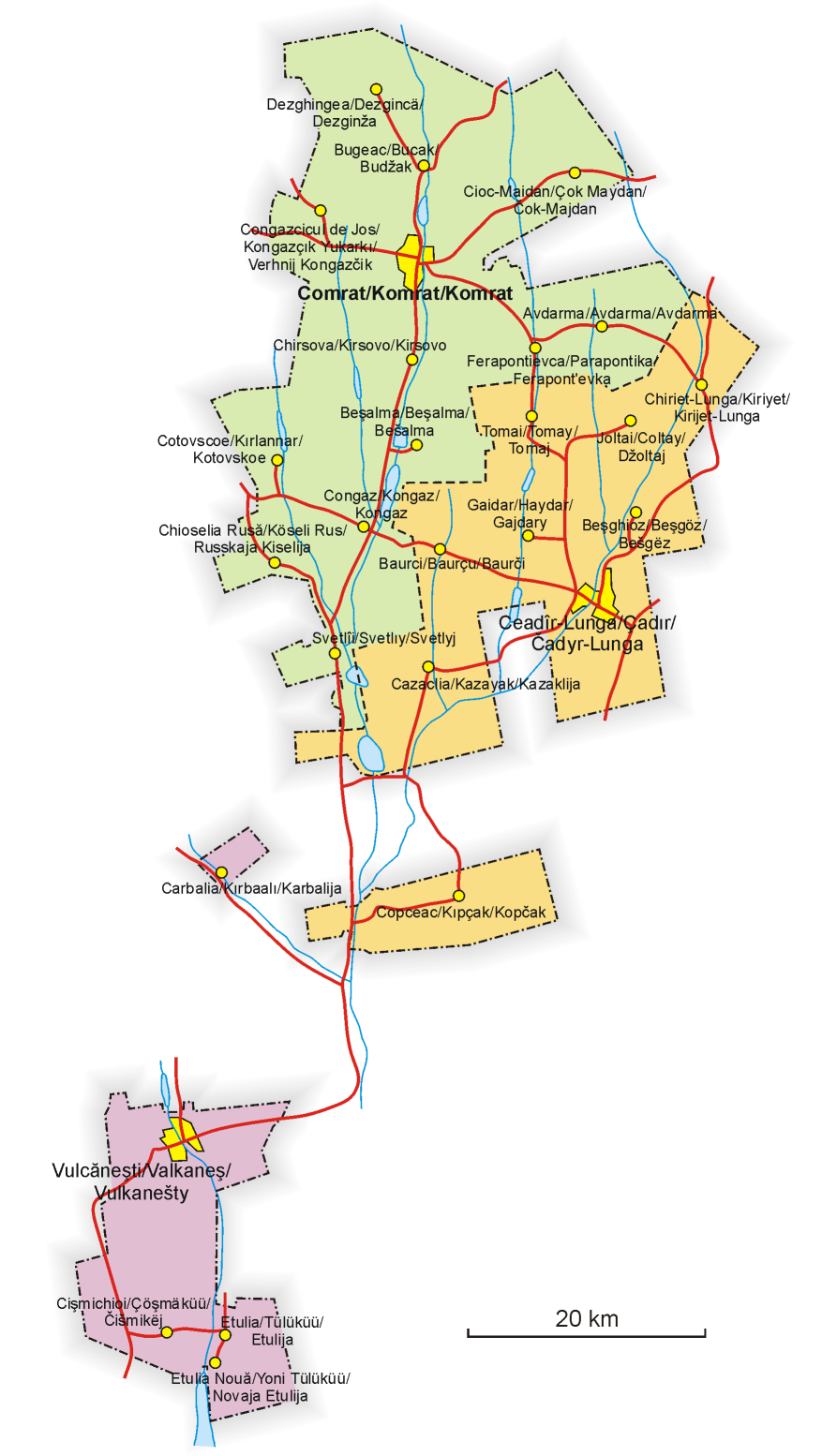
Карта Гагаузії

Адміністративний центр АТУ Гагауз Єрі — муніципій Комрат.
До складу Гагаузії входить 32 населені пункти:
- 1 муніципій — Комрат,
- 2 міста — Вулканешти і Чадир-Лунга,
- 27 сіл, з яких 7 входять до складу трьох комун,
- 2 населені пункти зі статусом залізничної станції (вузла) — Вулканешти (входить до складу міста Вулканешти) і Етулія (входить до складу комуни Етулія).

### Політика
Нормативні акти, що визначають основи устрою Гагаузії: Конституція Республіки Молдова, Закон про особливий правовий статус Гагаузії,  [Архівовано 6 березня 2014 у Wayback Machine.] Уклад Гагаузії. [Архівовано 4 листопада 2013 у Wayback Machine.] Згідно з ними назви Гагауз Єрі (гагаузькою «Гагаужчина») та русифікований варіант Гагаузія визначаються рівноправними.
Найвищий посадовець — Глава (Башкан) Гагаузії. Обирається терміном на 4 роки. Є членом Уряду Республіки Молдова. Найвищий законодавчий та представницький орган — Народні збори Гагаузії (Халк Топлушу), складаються з 35 депутатів, що обираються терміном на чотири роки. Головний орган виконавчої влади — Виконавчий комітет Гагаузії (Баканник Комітеті), обирається більшістю голосів Халк Топлушу за поданням Башкана Гагауз Єрі.
Найвищим судовим органом є Трибунал Гагаузії.
Сучасна символіка — прапор та герб — затверджені 31 жовтня 1995 року.

## Населення
За переписом Молдови 2004 року населення Гагаузії становило 155 646 осіб, з яких 58 190 мешкало в містах і 97 456 у селах. Тобто 4,6 % населення Республіки Молдова мешкає в Гагаузії. У порівнянні з іншими районами Молдови, Гагаузія має відносно високий показник природного приросту населення — 1,5 на 1000 осіб, поступаючись тільки Яловенам та Кишиневу. На 2010 рік населення Автономії оцінюється в понад 160,1 тисяч осіб.
Середній вік мешканців дорівнює 34,6 рокам. У загалі населення 34,6 тис. осіб або ж 22,2 % — молодші за працездатний вік. 100 тис. осіб або ж 64,3 % у працездатному віці. 13,5 % усіх мешканців (21 тис. осіб) — учні старших класів та вишів. В галузях економіки Гагаузії задіяно: 29,2 % — у сільському господарстві, 13,8 % — у промисловості, 16,8 % — в освіті, 6,6 % — в охороні здоров'я. На кожну тисячу мешканців старших за 10 років: 69 мають вищу, 98 — середню спеціальну, 306 — загальну середню, 285 — загальну обов'язкову, 179 — початкову освіту.

### Етнічний склад (2014)[6]
- 112 387 (83.54 %) гагаузи
- 6 564   (4.88 %) болгари
- 6 349   (4.72 %) молдовани та румуни
- 4 344   (3.23 %) росіяни
- 3 317   (2.47 %) українці
- 365   (0.27 %) цигани
- 806   (0.60 %) інші
- 403   (0.30 %) не вказали

### Склад населення за повсякденною мовою (2014)[7]
- 73 015  (54.27 %) гагаузька
- 54 280  (40.35 %) російська
- 2 186    (1.62 %) болгарська
- 1 401    (1.04 %) молдовська та румунська
- 191    (0.14 %) українська
- 314    (0.23 %) інші
- 3 148    (2.34 %) не вказали

Повсякденна мова в залежності від національності (2014, %):
|                       | гагаузька | болгарська | молдовська (без румунської) | російська | українська | циганська |
| --------------------- | --------- | ---------- | --------------------------- | --------- | ---------- | --------- |
| гагаузи               | 63,96     | 0,27       | 0,09                        | 33,36     | 0,01       | 0         |
| болгари               | 4,48      | 27,77      | 0,30                        | 65,63     | ...        | 0         |
| молдовани (без румун) | 6,15      | 0,33       | 18,32                       | 73,28     | ...        | 0         |
| росіяни               | 4,26      | 0,28       | 0,30                        | 93,39     | 0,14       | 0         |
| українці              | 2,77      | 0,45       | 0,63                        | 89,03     | 5,22       | 0         |
| цигани                | 25,48     | 0          | ...                         | 55,89     | 0          | 15,62     |

### За населеними пунктами
|                                       |                                    | Національність (2014) | Національність (2014) | Національність (2014)  | Національність (2014) | Національність (2014) | Повсякденна мова (2014) | Повсякденна мова (2014) | Повсякденна мова (2014) | Повсякденна мова (2014) | Повсякденна мова (2014) |
| Населений пункт                       | Гагаузький варіант назви           | гагаузи, %            | болгари, %            | молдовани та румуни, % | росіяни, %            | українці, %           | гагаузька               | болгарська              | молдовська та румунська | російська               | українська              |
| ------------------------------------- | ---------------------------------- | --------------------- | --------------------- | ---------------------- | --------------------- | --------------------- | ----------------------- | ----------------------- | ----------------------- | ----------------------- | ----------------------- |
| Авдарма Avdarma                       | Авдарма Avdarma                    | 94,50                 | 0,60                  | 1,75                   | 1,15                  | 0,88                  | 90,69                   | ...                     | 0,24                    | 7,11                    | ...                     |
| Баурчи Baurci                         | Баурчу Baurçu                      | 98,19                 | 0,36                  | 0,47                   | 0,35                  | 0,28                  | 81,41                   | ...                     | ...                     | 16,05                   | -                       |
| Бешалма Beșalma                       | Бешалма Beşalma                    | 97,73                 | 0,39                  | 0,89                   | 0,63                  | 0,26                  | 88,61                   | ...                     | ...                     | 9,30                    | ...                     |
| Бешгіоз Beșghioz                      | Бешгөз Beșgöz                      | 93,08                 | 1,79                  | 2,08                   | 1,76                  | 0,81                  | 74,50                   | -                       | 0,32                    | 22,50                   | ...                     |
| Буджак Bugeac                         | Буҗак Bucak                        | 63,24                 | 2,29                  | 20,93                  | 6,73                  | 5,18                  | 5,33                    | ...                     | 2,66                    | 85,28                   | ...                     |
| Вулканешти Vulcănești                 | Валканеш Valkaneş                  | 71,41                 | 3,70                  | 11,82                  | 6,48                  | 4,92                  | 22,02                   | 0,09                    | 2,98                    | 71,92                   | 0,09                    |
| Гайдар Gaidar                         | Хайдар Haydar                      | 96,24                 | 0,79                  | 0,74                   | 1,29                  | 0,52                  | 82,79                   | -                       | ...                     | 14,59                   | ...                     |
| Дезгінжа Dezghingea                   | Дезгинҗә Dezgincä                  | 94,13                 | 0,42                  | 3,09                   | 1,10                  | 0,51                  | 84,76                   | ...                     | 0,70                    | 12,85                   | ...                     |
| Етулія Etulia                         | Түлүкүү Tülüküü                    | 93,53                 | 0,49                  | 3,89                   | 0,62                  | 0,75                  | 83,67                   | -                       | 0,78                    | 8,59                    | ...                     |
| Жолтай Joltai                         | Җолтай Coltay                      | 97,68                 | 0,42                  | 0,48                   | 0,37                  | 0,63                  | 92,87                   | -                       | -                       | 5,39                    | -                       |
| Карбалія Carbalia                     | Кырбаалы Kırbaalı                  | 63,64                 | 8,02                  | 20,59                  | 2,41                  | 4,01                  | 25,94                   | ...                     | 9,63                    | 62,83                   | ...                     |
| Казаклія Cazaclia                     | Казаяк Kazayak                     | 96,39                 | 0,99                  | 1,10                   | 0,57                  | 0,54                  | 83,37                   | 0,10                    | 0,24                    | 14,36                   | -                       |
| Кіоселія-Руса Chioselia Rusă          | Көсели-Рус Köseli Rus              | 27,23                 | 7,06                  | 35,97                  | 1,85                  | 27,23                 | 2,52                    | -                       | 21,18                   | 71,09                   | 4,03                    |
| Кірієт-Лунга Chiriet-Lunga            | Кириет Kiriyet                     | 91,93                 | 1,71                  | 2,50                   | 1,32                  | 1,14                  | 86,44                   | ...                     | ...                     | 10,75                   | ...                     |
| Кірсова Chirsova                      | Башкүү Başküü                      | 45,76                 | 47,95                 | 2,41                   | 1,83                  | 1,25                  | 16,77                   | 31,99                   | 0,13                    | 49,60                   | ...                     |
| Комрат Comrat                         | Комрат Komrat                      | 74,14                 | 4,30                  | 8,80                   | 6,40                  | 3,68                  | 13,32                   | 0,12                    | 1,50                    | 81,73                   | 0,03                    |
| Конгаз Congaz                         | Конгаз Kongaz                      | 96,24                 | 0,40                  | 1,55                   | 0,91                  | 0,49                  | 86,10                   | 0,06                    | 0,25                    | 11,82                   | -                       |
| Конгазчикул-де-Сус Congazcicul de Sus | Конгазчык Юкаркы Kongazçık Yukarkı | 71,82                 | 3,45                  | 20,88                  | 1,69                  | 1,55                  | 57,30                   | ...                     | 13,85                   | 25,07                   | -                       |
| Копчак Copceac                        | Кыпчак Kıpçak                      | 95,61                 | 1,44                  | 1,04                   | 1,05                  | 0,42                  | 88,38                   | ...                     | 0,12                    | 9,70                    | ...                     |
| Котовське Cotovscoe                   | Кырланнар Kırlannar                | 92,90                 | 1,95                  | 2,52                   | 1,72                  | 0,92                  | 83,96                   | -                       | ...                     | 13,75                   | -                       |
| Світлий Svetlîi                       | Светлый Svetlıy                    | 37,30                 | 22,44                 | 18,31                  | 9,62                  | 11,10                 | 5,36                    | 1,85                    | 3,51                    | 87,30                   | 0,86                    |
| Томай Tomai                           | Томай Tomay                        | 94,44                 | 0,99                  | 1,22                   | 1,62                  | 0,96                  | 79,36                   | -                       | ...                     | 17,12                   | ...                     |
| Ферапонтієвка Ferapontievca           | Парапонтика Parapontika            | 33,66                 | 2,35                  | 5,45                   | 5,20                  | 49,13                 | 2,85                    | -                       | -                       | 77,23                   | 12,87                   |
| Чадир-Лунга Ceadîr-Lunga              | Чадыр Çadır                        | 77,61                 | 6,73                  | 3,28                   | 6,81                  | 3,76                  | 20,14                   | 0,42                    | 0,39                    | 76,10                   | 0,08                    |
| Чишмікіой Cișmichioi                  | Чөшмәкүү Çöşmäküü                  | 94,51                 | 0,44                  | 3,02                   | 0,89                  | 0,71                  | 87,95                   | -                       | 0,49                    | 9,96                    | ...                     |
| Чок-Майдан Cioc-Maidan                | Чок Майдан Çok Maydan              | 92,66                 | 0,55                  | 3,96                   | 0,86                  | 0,83                  | 86,05                   | -                       | 1,03                    | 10,95                   | -                       |

Примітка: ... - кількісно становить п'ять або менше п'яти осіб; риска - відсутня кількість осіб.

### Віросповідання (2014)[10]
|                           | кількість осіб | частка, % |
| ------------------------- | -------------- | --------- |
| православ'я               | 122 386        | 90,97     |
| євангельське християнство | 1 654          | 1,23      |
| адвентисти                | 819            | 0,61      |
| атеїзм та агностицизм     | 96             | 0,07      |
| інші                      | 742            | 0,55      |
| не вказали                | 8 838          | 6,57      |

#### Мови
Офіційними мовами АТУ Гагауз Єрі є румунська, гагаузька та російська. При цьому, символічна увага надається мові корінного населення. Згідно з Укладом АТУ Гагауз Єрі, нею зобов'язаний урочисто присягати Башкан, гагаузькою має володіти і Голова Халк Топлушу. Натомість, у суспільній та освітній сферах гагаузька мова перебуває в глибокому занепаді, поступаючись, перш за все, російській. У школах Автономії вивчаються чотири мови: три офіційні та одна іноземна, але основна мова викладання — російська.